# Kraszewski-Museum

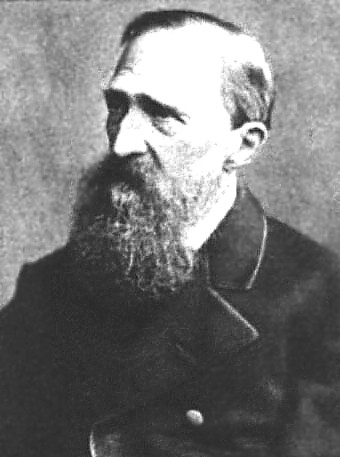
Józef Ignacy Kraszewski

Il Kraszewski Museum è un museo della letteratura a Dresda, facente parte della rete comunale dei musei della città di Dresda, dedicato allo scrittore, pittore, storico e compositore polacco Józef Ignacy Kraszewski (1812-1887). Fu fondato nel 1960 nell'edificio in cui visse, durante parte del suo esilio a Dresda, durato 20 anni. 
La particolarità del Museo Kraszewski è la sua binazionalità. Si tratta di un luogo vivace per incontri tedesco-polacchi. Le mostre sono progettate in entrambe le lingue e il museo ha anche una biblioteca con libri in lingua polacca. Il museo mantiene stretti contatti con la Società tedesco-polacca della Sassonia e l' Associazione dei polacchi in Sassonia e Turingia. 
La maggior parte degli oggetti esposti su Kraszewski avrebbe dovuto essere restituita alla Polonia alla fine del 2011 a seguito di una legge polacca. Il piano originale era di chiudere definitivamente il museo a luglio 2012. Tuttavia, nel gennaio 2013, è stata aperta una nuova mostra permanente.

## Posizione
Il museo si trova in una villa di Dresda, costruita intorno al 1855, in stile di casa di campagna svizzera ai margini del quartiere Radeberger Vorstadt, parte della Neustadt un po' a nord-est del centro della capitale sassone.  
Altri musei di Dresda nella zona comprendono il Museo di storia militare Bundeswehr e il Memoriale di Bautzner Strasse.

## Mostra permanente
Dall'inizio del 2013, tre sale del Museo Kraszewski, tra cui il precedente studio di Józef Ignacy Kraszewski, hanno ospitato una nuova mostra permanente sulla vita e il lavoro dello scrittore, organizzata dal Museo Adam Mickiewicz di Varsavia. Comprendeva circa 60 oggetti. Le sale erano dipinte in rosso e bianco, i colori nazionali polacchi, e le schede informative fornivano informazioni in tedesco, polacco e inglese. La città e lo stato libero avevano precedentemente investito 37.500 euro ciascuno nel futuro del museo, e la Polonia contribuì con 200.000 złoty (circa 50.000 euro). Per il 2013 e il 2014, Dresda ha stanziato altri 30.000 euro per il museo.

## Mostre ed eventi speciali
Oltre alla precedente mostra permanente su Kraszewski, il museo ha realizzato anche mostre temporanee riguardanti altre importanti personalità ed eventi polacchi e la vita polacca nel presente. Dopo la chiusura della mostra permanente, alla fine del 2011, solo una piccola sala è rimasta dedicata al lavoro dello scrittore e le mostre speciali sono al centro dell'attenzione. Una prima mostra temporanea, inaugurata nel febbraio 2012, affrontava l'influenza delle famiglie di origine tedesca sulla vita culturale di Varsavia nel XIX e XX secolo con il titolo Polacchi di libera scelta.

## Biblioteca
Il Kraszewski Museum ha una piccola biblioteca museale con una caffetteria dedicata alla lettura. Comprende oltre 500 volumi in polacco e più di 300 riguardano la letteratura polacca del XX secolo e furono aggiunti all'inventario nel periodo della DDR, tra cui opere di Mickiewicz, Chopin, Norwid, Prus, Sienkiewicz e Słowacki che apparvero solo dopo il 1900. Un totale di 120 dei titoli nella biblioteca erano del XIX secolo e 170 opere del solo Kraszewski. Alcune altre, principalmente scritte da emigranti polacchi che vivevano a Dresda, furono prodotte da una tipografia gestita dallo stesso Kraszewski a Dresda intorno al 1870. L'inventario dei libri non è stato ampliato dal 1978.

## Storia

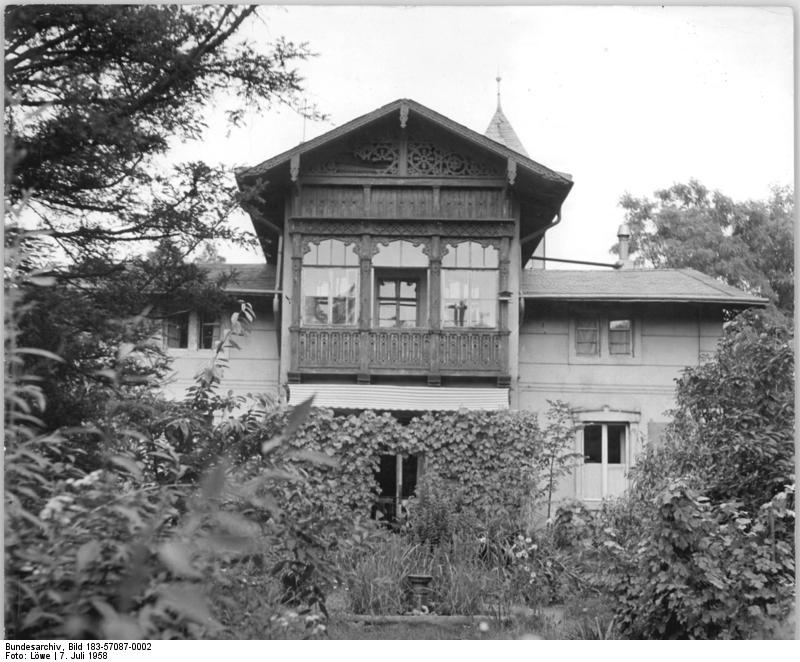
Museo Kraszewski nel 1958

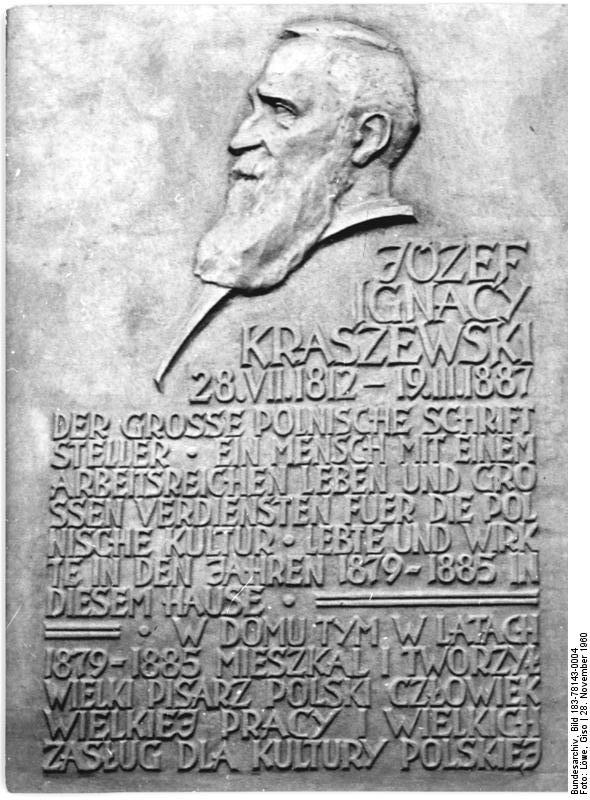
Targa commemorativa di Kraszewski sull'edificio del museo

A seguito della Rivolta di gennaio del 1863, Kraszewski dovette lasciare l'impero russo per motivi politici. Andò in esilio e arrivò il 3 febbraio 1863 nella città residenziale di Dresda nel Regno di Sassonia, dove si stabilì per più di due decenni. Tra il marzo 1873 e il marzo 1879 visse nella villa in cui si trova oggi il museo. Lì incontrò numerosi contemporanei che erano emigrati dalla Polonia e sviluppò una vivace attività letteraria, scientifica e politica. Tra il 1873 e il 1875, scrisse i romanzi Contessa Cosel, Brühl e Della guerra dei sette anni, che insieme divennero noti come trilogia sassone. Nel 1879 si trasferì in un edificio più grande nello stesso quartiere. 
Il 24 luglio del 1958 fu scoperta una targa nell'odierno edificio del museo. Durante questo periodo nacque l'idea di dedicargli un museo. Il Museo Adam Mickiewicz di Varsavia fornì diverse mostre in prestito permanente nel 1960. Esperti polacchi si occuparono della progettazione del museo e la conseguente mostra permanente del museo venne divisa in due sezioni, in polacco e tedesco. 
La prima sezione si è concentrata sulle scene della vita di Kraszewski. Seguendo l'esempio del gusto contemporaneo della metà del XIX secolo, i suoi ex alloggi furono ristrutturati e decorati con ritratti di Kraszewski e altre personalità polacche. Il suo studio era stato ricostruito e conteneva prove originali del suo lavoro letterario, musicale e grafico, compresi dipinti e grafica, nonché la sua passione per il collezionismo. L'attenzione venne inoltre richiamata sugli obiettivi di Kraszewski, vale a dire la rivalutazione della storia polacca e il superamento della divisione polacca. 
Inoltre, vennero descritte le diverse relazioni intellettuali, culturali e politiche tra la Sassonia e la Polonia, che avevano avuto un ruolo importante in passato. Ad esempio, gli albertini, furono dei sovrani sassoni, con Augusto il Forte e suo figlio, all'inizio del XVIII secolo. Kraszewski si dedicò anche ampiamente a questo argomento durante la sua vita e, oltre alla trilogia sassone, di cui una copia del manoscritto era esposta nel museo, scrisse anche diverse opere su Augusto il Forte. Le sale erano anche decorate con i ritratti dei due sovrani sassoni-polacchi e della contessa Cosel. 
Una seconda sezione era dedicata a Dresda come rifugio per gli emigranti polacchi, ad esempio dopo la rivolta di Kościuszko del 1794, e del 1830/31 e la Rivolta di gennaio del 1863/64. Erano ricordati i soggiorni di Tadeusz Kościuszkos e Adam Mickiewiczs, che scrissero la terza parte del loro dramma Totenfeier a Dresda. 
Nel corso dell'accordo culturale tra Germania e Polonia. nel 1997/99, la città di Dresda divenne responsabile del Museo Kraszewski che, da allora, fa parte dei musei della città di Dresda. Nel 2000 la mostra è stata aggiornata e l'edificio rinnovato e riaperto nel giugno 2001. Ciò ha anche permesso di aprire il museo tutto l'anno. A causa della sua posizione sul Prießnitzufer, il museo è stato colpito dall'alluvione del 2002. Il danno causato è stato di 60.000 euro e poté essere riparato solo all'inizio del 2003, con la riapertura del museo. 
Nel dicembre 2011, quasi tutti gli oggetti in mostra - 160 in prestito - vennero riportati in Polonia.  Pertanto la vecchia mostra permanente del museo chiuse il 19 dicembre 2011. Il motivo era una legge  della Repubblica di Polonia, in vigore dal 2007, secondo la quale i beni culturali polacchi di età superiore ai 50 anni non potevano essere tenuti all'estero. Ciò rese impossibile mantenere il museo nella sua forma precedente, motivo per cui dovette essere chiuso a metà luglio 2012.   All'inizio del 2013, tuttavia, il Museo Kraszewski ricevette una nuova mostra permanente, inaugurata il 18 gennaio da Bogdan Zdrojewski, ministro della cultura e del patrimonio nazionale polacco, insieme a Bernd Neumann, commissario del governo federale per la cultura e i media, e Sabine Freifrau von Schorlemer, ministro dello stato sassone per la scienza e l'arte.